# .museum
.museum – internetowa domena najwyższego poziomu, przeznaczona do obsługi muzeów i towarzystw historycznych. Domena została ogłoszona 16 listopada 2000 r., w pełni operacyjna od czerwca 2001 r.